# Lijst van voetbalinterlands Liberia - Sao Tomé en Principe
Deze lijst van voetbalinterlands is een overzicht van alle officiële voetbalwedstrijden tussen de nationale teams van Liberia en Sao Tomé en Principe. De landen speelden tot op heden twee keer tegen elkaar. De eerste ontmoeting, een kwalificatiewedstrijd voor het Wereldkampioenschap voetbal 2026, werd gespeeld op 9 juni 2024 in Oujda (Marokko). Het laatste duel, de returnwedstrijd in dezelfde kwalificatiereeks, vond plaats op 24 maart 2025 in Monrovia.

## Wedstrijden
| № | Plaats   | Datum         | Competitie           | Wedstrijd                      | Uitslag |
| - | -------- | ------------- | -------------------- | ------------------------------ | ------- |
| 1 | Oujda    | 9 juni 2024   | WK 2026 kwalificatie | Sao Tomé en Principe − Liberia | 0 − 1   |
| 2 | Monrovia | 24 maart 2025 | WK 2026 kwalificatie | Liberia − Sao Tomé en Principe | 2 − 1   |

## Samenvatting
| Competitie      | Totaal gespeeld | Winst Liberia | Gelijk | Winst Sao Tomé en Principe | Doelsaldo Liberia – Sao Tomé en Principe |
| --------------- | --------------- | ------------- | ------ | -------------------------- | ---------------------------------------- |
| WK-kwalificatie | 2               | 2             | 0      | 0                          | 3 − 1                                    |
| Totaal          | 2               | 2             | 0      | 0                          | 3 − 1                                    |

LFA · Liberiaans vrouwenelftal
Interlands
Tegenstander:
Algerije ·
Angola ·
Benin ·
Botswana ·
Burkina Faso ·
Burundi ·
Centraal-Afrikaanse Republiek ·
Colombia ·
Congo-Brazzaville ·
Congo-Kinshasa ·
Djibouti ·
Egypte ·
Equatoriaal-Guinea ·
Ethiopië ·
Gabon ·
Gambia ·
Ghana ·
Guinee ·
Guinee-Bissau ·
Indonesië ·
Irak ·
Ivoorkust ·
Kaapverdië ·
Kameroen ·
Kenia ·
Lesotho ·
Libië ·
Madagaskar ·
Malawi ·
Maleisië ·
Mali ·
Marokko ·
Mauritanië ·
Mauritius ·
Mexico ·
Namibië ·
Niger ·
Nigeria ·
Oeganda ·
Oman ·
Papoea-Nieuw-Guinea ·
Rwanda ·
Sao Tomé en Principe ·
Senegal ·
Sierra Leone ·
Soedan ·
Tanzania ·
Thailand ·
Togo ·
Tsjaad ·
Tunesië ·
Zambia ·
Zimbabwe ·
Zuid-Afrika
FSF · 
Santomees vrouwenelftal
Interlands
Tegenstander:
Angola ·
Benin ·
Centraal-Afrikaanse Republiek ·
Congo-Brazzaville ·
Equatoriaal-Guinea ·
Ethiopië ·
Gabon ·
Ghana ·
Guinee-Bissau ·
Kaapverdië ·
Kameroen ·
Lesotho ·
Liberia ·
Libië ·
Madagaskar ·
Malawi ·
Marokko ·
Mauritius ·
Namibië ·
Nigeria ·
Oeganda ·
Sierra Leone ·
Soedan ·
Togo ·
Tsjaad ·
Tunesië ·
Zuid-Afrika ·
Zuid-Soedan